# Поульсен, Юссуф
Юссуф Юрари Поульсен (дат. Yussuf Yurary Poulsen; род. 15 июня 1994[…], Копенгаген) — датский футболист, нападающий клуба «Гамбург» и сборной Дании.
Участник чемпионата мира 2018 года, полуфиналист чемпионата Европы 2020 года.

## Биография
Родился в Копенгагене в семье танзанийского отца и датской матери. Его отец Шихе Юрари работал на грузовом корабле, перевозя контейнеры из Африки в Данию. Однажды, прогуливаясь по Копенгагену, он познакомился с матерью Поульсена. Когда Юссуфу было шесть лет, его отец умер от рака.
Поульсен является воспитанником датского клуба «БК Скьёльд». Свою карьеру он начинал на позиции защитника, играя в центре обороны с Кеннетом Зохоре. Однако накануне очередного сезона Кеннет был выкуплен «Копенгагеном», а Юссуф перешёл в атаку. В 14 летнем возрасте Поульсен перебрался в «Люнгбю».

## Клубная карьера
4 декабря 2011 года в матче против «Хорсенс» он дебютировал в датской Суперлиге. В первом сезоне провёл всего пять матчей, а после вылета команды в первый Дивизион закрепился в стартовом составе. 5 августа 2012 года в поединке против «Академиск» Юссуф забил свой первый гол за клуб. В сезоне 2012/13 Юсуф провёл 32 матча и забил 11 голов, а его команда вернулась в датскую Суперлигу.
Летом 2013 года Поульсен перешёл в немецкий «РБ Лейпциг». При этом игроком интересовались практически все датские клубы, а также представители Шотландии и Португалии. В первых двух сезонах датчанин сделал весомый вклад к продвижению своей команды к элитному дивизиону. 19 июля в матче против «Галлешера» он дебютировал за новую команду. 24 августа в поединке против «Рот-Вайсса» Юссуф сделал «дубль», забив свои первые голы за «быков». Несмотря на низкую результативность, тренерский штаб «быков» продолжал доверять своему новичку. Тот отблагодарил их весной, когда забил ещё 8 голов, включая дубль в матче последнего тура против «Штутгартера». В 2014 году Поульсен помог «Лейпцигу» выйти во Вторую Бундеслигу.
Следующие два сезона клуб провёл на уровне Второй Бундеслиги, а Поульсен продолжал регулярно выходить в стартовом составе. Во второй половине сезона 2015/16 Юссуф забил семь голов, а его команда вышла в элитный дивизион. Тренерская перестановка, произошедшая в команде летом 2016 года, пошла Поульсену на пользу. Новый наставник «быков» Ральф Хазенхюттль предпочел использовать одного из самых опытных игроков своей команды на позиции оттянутого форварда. Результативность Поульсена снизилась, однако он стал приносить все больше пользы команде. 30 сентября 2016 года забил первый гол в Бундеслиге, поразив ворота «Аугсбурга» (2:1). В октябре отметился двумя голевыми передачами. К концу ноября его команда закрепилась на вершине турнирной таблицы Бундеслиги, став главным открытием первой половины европейского сезона.

## Международная карьера
В 2011 году Юссуф в составе юношеской сборной Дании принял участие в юношеском чемпионате мира в Мексике. На турнире он сыграл в матчах против команд Бразилии, Кот-д’Ивуара и Австралии.
31 января 2013 года в товарищеском матче против сборной Мексики Поульсен дебютировал за сборную Дании. 13 июня 2015 года в отборочном матче чемпионата Европы 2016 против сборной Сербии он забил свой первый гол за национальную команду.
В 2015 году в составе молодёжной сборной Дании Юссуф принял участие в молодёжном чемпионате Европы в Чехии. На турнире он сыграл в матчах против сборных Чехии, Сербии, Германии и Швеции. Его команда смогла финишировать на втором месте в группе, однако в стыковых встречах уступила шведам. Поульсен забил гол в ответной встрече, однако ничья 2:2 не помогла его команде.
В 2018 году Поульсен принял участие в чемпионате мира в России. На турнире он сыграл в матчах против команд Перу, Австралии и Хорватии. В поединке против перуанцев Юссуф забил гол.

### Голы за сборную Дании
| #  | Дата            | Место                                   | Противник | Результат | Счёт | Соревнование                          |
| -- | --------------- | --------------------------------------- | --------- | --------- | ---- | ------------------------------------- |
| 1  | 13 июня 2015    | Паркен, Копенгаген, Дания               | Сербия    | 1:0       | 2:0  | Чемпионат Европы 2016. Квалификация   |
| 2  | 17 ноября 2015  | Паркен, Копенгаген, Дания               | Швеция    | 1:2       | 2:2  | Чемпионат Европы 2016. Стыковые матчи |
| 3  | 8 октября 2016  | Национальный стадион, Варшава, Польша   | Польша    | 2:3       | 2:3  | Чемпионат мира 2018. Квалификация     |
| 4  | 9 июня 2018     | Брондбю (стадион), Брённбю, Дания       | Мексика   | 1:0       | 2:0  | Товарищеский                          |
| 5  | 16 июня 2018    | Мордовия Арена, Саранск, Россия         | Перу      | 1:0       | 1:0  | Чемпионат мира 2018                   |
| 6  | 10 июня 2019    | Паркен, Копенгаген, Дания               | Грузия    | 4:1       | 5:1  | Чемпионат Европы 2020. Квалификация   |
| 7  | 12 октября 2019 | Паркен, Копенгаген, Дания               | Швейцария | 1:0       | 1:0  | Чемпионат Европы 2020. Квалификация   |
| 8  | 2 июня 2021     | Тиволи Штадион Тироль, Инсбрук, Австрия | Германия  | 1:1       | 1:1  | Товарищеский                          |
| 9  | 17 июня 2021    | Паркен, Копенгаген, Дания               | Бельгия   | 1:0       | 1:2  | Чемпионат Европы 2020                 |
| 10 | 21 июня 2021    | Паркен, Копенгаген, Дания               | Россия    | 2:0       | 4:1  | Чемпионат Европы 2020                 |
| 11 | 7 сентября 2021 | Паркен, Копенгаген, Дания               | Израиль   | 1:0       | 5:0  | Чемпионат мира 2022. Квалификация     |

## Достижения
«РБ Лейпциг»
- Обладатель Кубка Германии (2): 2021/22, 2022/23
- Обладатель Суперкубка Германии: 2023